# Ocna Șugatag
Ocna Șugatag là một xã thuộc hạt Maramureș, România. Dân số thời điểm năm 2002 là 4219 người.